# Ernst Laas

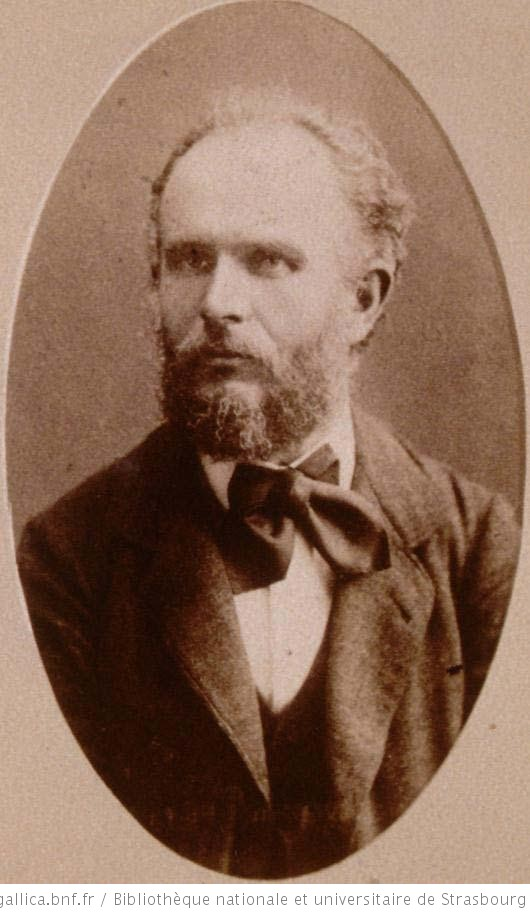
Laas in seiner Straßburger Zeit.

Ernst Laas (* 16. Juni 1837 Fürstenwalde/Spree; † 25. Juli 1885 Straßburg) war Pädagoge, Gymnasiallehrer, Philosoph des Positivismus und Lehrstuhlinhaber für Philosophie und Pädagogik an der Universität Straßburg. Für sein wissenschaftliches Arbeiten waren die Anregungen der Philosophiegeschichte und des Sensualismus grundlegend.

## Leben
Laas wuchs als Sohn des Schneidermeisters Joh. Peter Laas (1807–1857) und dessen Frau Berta Ida Flora (1818–1852), geb. Beil, in Fürstenwalde in wirtschaftlich beschränkten Verhältnissen auf. Die Unterstützung von General von Massow ermöglichte ihm den Besuch des Joachimsthalschen Gymnasium. Von 1854 bis 1856 war er als Hauslehrer tätig. Anschließend immatrikulierte er sich an der Universität Berlin und studierte Theologie und bei Friedrich Adolf Trendelenburg Philosophie. Trendelenburg war bekannt für seine Kenntnisse in Philosophiegeschichte und lehrte in seinen Vorlesungen, dass ein Philosoph aus der Philosophiegeschichte viel für sein eigenes und über das Philosophieren anderer lernen könne. Laas promovierte 1859 in Philosophie mit einer Arbeit über Das Moral-Prinzip des Aristoteles.

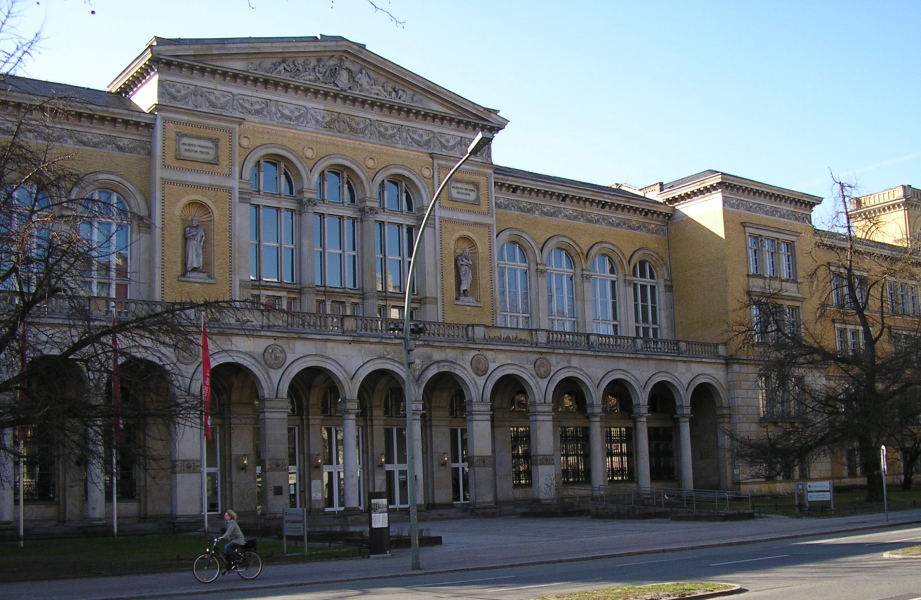
Ehemaliges Gebäude des Joachimthalschen Gymnasiums, Berlin-Wilmersdorf, Bundesallee

1860 wurde er Lehrer für Deutsch, Griechisch, Lateinisch und Hebräisch am renommierten Friedrichs-Gymnasium Berlin und 1868 am Berliner Wilhelmsgymnasium. Er heiratete 1861 Martha (1839–1919), geb. Vogeler. Beide wurden Eltern von fünf Söhnen. 1872 erhielt er an der nach dem Krieg 1871/72 wieder neu gegründeten Kaiser-Wilhelm-Universität zu Straßburg einen Lehrstuhl für Philosophie, den er bis zu seinem Tod innehatte.

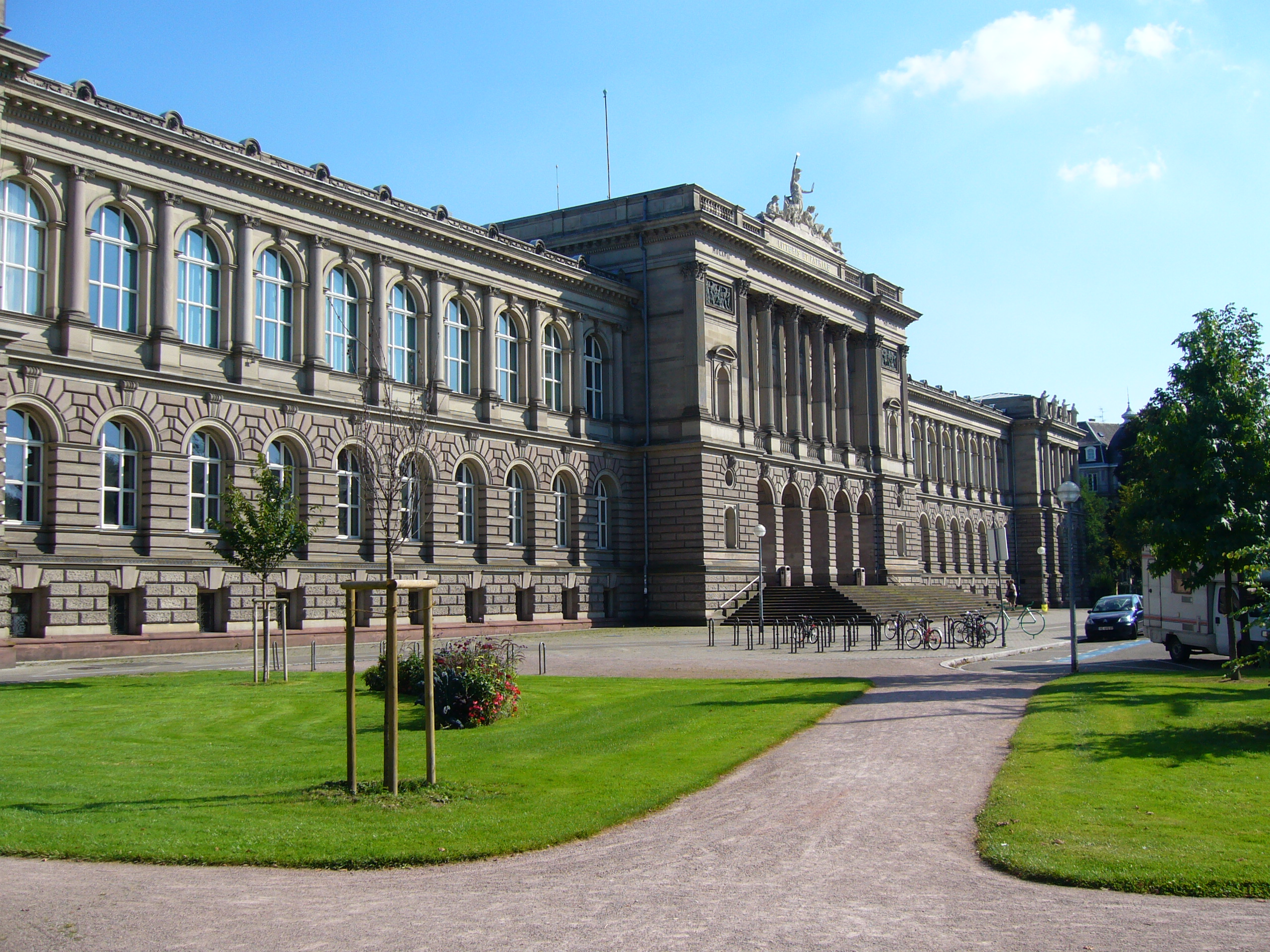
Universität Straßburg Ende des 19. Jhds.

In seinen Vorlesungen befasste er sich anfangs mit literatur- und kulturhistorischen (u. a. zu Luther, Lessing, Herder und Goethe) und pädagogischen Themen. Er las über die Pädagogik zur Zeit des Humanismus und der Reformation, über pädagogische Theorien in antiker und neuer Zeit, sowie über Erziehung und Unterricht. Seine Vorlesungen enthielten immer auch schon philosophische Anteile. Ab 1878 las er nur noch über Philosophie und bildete sich in Mathematik und Naturwissenschaften fort.
Einer seiner Studenten, der aus Wien stammende Philosoph Benno Kerry (1858–1889) gab nach seinem Tod den literarischen Nachlass heraus. Laas, so schrieb Kerry, veröffentlichte kenntnisreiche und detaillierte Studien zur theoretischen Philosophie seiner Zeit, vor allem zu Kant. Er schrieb außerdem sein dreiteiliges Hauptwerk „Idealismus und Positivismus“, in dem er sich für den Positivismus aussprach. Die Tatsachen seines Positivismus waren für ihn die Vorstellungen, die Menschen durch „warnehmen“ (Laas’ Schreibweise, die er durchgängig beibehielt) bzw. „empfinden“ über die Welt entwickeln. Diesen sensualistischen, bzw. positivistischen Ansatz hielt er dem idealistischen Ansatz der Mehrheit seiner Zeitgenossen gegenüber für philosophisch überlegen und produktiver. Jede von ihm behaupteten Tatsache, so Laas, könne jeder – der möchte – nachprüfen, Stellung dazu nehmen und Eigenes entwickeln.
Laas’ positivistische Philosophie soll zu seinen Lebzeiten in Straßburg viel Anklang gefunden haben. Sie wurde aber auch Anlass für kontroverse Diskussionen um Erkenntnistheorie und Moralphilosophie. Laas z. B. behauptete – ähnlich wie Hume und Mill –, im Unterschied zu Vertretern der Kantischen Philosophie, dass die menschliche Vernunft nicht in der Lage sei, Ideen und Begriffe hervorzubringen, die die Objektivität unseres Wissens und moralischen Handelns garantierten. Menschen seien immer auf das angewiesen, was sie „warnehmen“ und „empfinden“.
1882 wurde der Neukantianer Windelband nach Straßburg berufen. Aus seiner Sicht war die positivistische Philosophie von Laas ein radikaler Relativismus, bzw. antiphilosophische Sophistik, die philosophische Werte, z. B. objektive Erkenntnisse und Moral in Frage stellte. Windelband sah es daher – wie Klaus Köhnke interpretierte – als seine „missionarische Aufgabe“ an, gegen Laas in Straßburg die traditionelle deutsche, d. h. vor allem kantische und idealistische Philosophie wieder zur Geltung zu bringen. Politisch sei dies – so Köhnke – von Seiten des Ministeriums ausdrücklich unterstützt worden.
Laas starb 1885 in Straßburg. Seine Grabstätte befindet sich auf dem Cimetière Saint-Gall in Strasbourg-Koenigshoffen (Sektion 5A-2-8).

## Positivistisches Philosophieren

### Historische Anlässe
Laas stand eigenständig philosophierend im Gedankenaustausch mit Philosophen des 19. Jh. Seit ungefähr 1830 nahm der Positivismus im Zusammenhang mit dem Aufschwung der anderen Wissenschaften und dem Zusammenbruch des Deutschen Idealismus eine zunehmend wichtige Rolle in der Philosophie ein. Die Neukantianer waren damit beschäftigt, ihr philosophisches Vorbild auf den neuesten Stand der aktuellen Wissenschaftsentwicklung zu bringen und weiterzuentwickeln. Sie widersprachen positivistischen Philosophen aus ihrer Sicht z. B. damit, ohne apriorische Voraussetzungen seien keine Urteile über Tatsachen möglich. Es ergaben sich dabei unter den Neukantianern positivistische Thematisierungen Kantischer Ideen. So wurde diskutiert, ob die apriorischen Elemente – z. B. Kants Begriffe und Kategorien – nicht auch als Tatsachen zu gelten hätten.
Laas hielt den Positivismus für die „wissenschaftlich allein berechtigte“ Philosophie. Dieser sei nämlich frei von den „willkürlichen Absolutheiten der spekulativen Philosophie“, vor allem der Hegels – so P. Jacob Kohn in seiner Dissertation über Laas’ Positivismus – und verwende die zur Zeit praktizierte Methode der Wissenschaften. Laas unternahm daher mit seiner dreibändigen Veröffentlichung Idealismus und Positivismus den Versuch, eine einheitliche, auch den 'sittlichen' Anforderungen genügende Philosophie „auf der festen Basis der Erfahrung“, genauer auf der Basis sinnlicher „Warnehmung“ zu begründen. Er verwendete für diese Basis auch Termini wie Tatsachen, Empfindungen, Erlebnisse und Erinnerungen.
Im ersten Band seiner Trilogie stellte Laas mit Interpretationen von Texten Platons, Kants, nichtkantianischer Philosophen und dem Positivismus nahe stehenden Philosophen, z. B. Condillacs, der frühen Neuzeit die allgemeinen Grundlagen seines Positivismus dar. Er verwendete dazu eine „historisch-kritische“ Methode, die er bei seinem Lehrer Trendelenburg kennen gelernt hatte. Indem er zwischen 'Grundlegendem' einer Philosophie und dem davon 'Abgeleiteten' unterschied, schloss er, dass es in der Geschichte der Philosophie eigentlich nur zwei Arten von Philosophien gebe.
Nämlich eine positivistische, die von sinnlichen „Warnehmungen“, bzw. Tatsachen ausgehe und Aussagen über Nicht-sinnliches ablehne, sowie eine idealistische, die – wie z. B. Kant – von ontologischen Instanzen, wie „Vernunft“ und ethischen Abstrakta, wie dem „Sollen“, ausgehe, die 'vor jeder Erfahrung' (a priori) in der menschlichen Vernunft bzw. dem Verstand vorhanden seien. Gegenüber dem Apriorischen werde von Idealisten den sinnlichen „Warnehmungen“, „Empfindungen“ und „Tatsachen“ nur eine untergeordnete Rolle zugedacht. Die erste Philosophie, die Laas auch als „sensualistische“ charakterisierte, ließe sich auf Protagoras aus Abdera und die zweite auf Platon zurückzuführen.
Auf den ersten Blick, so Laas, sähe es so aus, als ob die „transzendentalphilosophische Wendung ...von der platonischen Auffassung himmelweit abzuliegen scheint.“ Auf den zweiten Blick ergebe sich jedoch eine „interessante Verwandtschaft“. Haben nicht die „Verstandesgesetze … etwas von dem paradigmatischen Charakter der platonischen Ideen an sich?“ Und kommt nicht die zentrale Rolle der apriorischen Formen parallel zu den platonischen Ideen „auf das voraussetzungslose Unum et bonum (das Eine und Gute) heraus?“
Gegenwärtig, so Laas, sei die idealistische Philosophie nicht in der Lage, Vorschläge zu entwickeln, die auf den derzeitigen wissenschaftlichen Entwicklungsstand philosophisch angemessen antworteten. Anstatt von „Tatsachen“, bzw. sinnlichen „Warnehmungen“ wie die anderen Wissenschaften auszugehen, bauten idealistische Philosophen immer noch an Systemen übersinnlicher Welterkenntnis – wie z. B. Vertreter der Transzendentalphilosophie und der Hegelschen Philosophie –, die die Gewissheit wissenschaftlichen und alltäglichen Handelns begründen sollen. Diese Gewissheit habe die Erkenntnistheorie Kants – wie die Diskussionen unter Philosophen des 19. Jahrhunderts zeigten – nur versprochen, aber bisher das Versprochene nicht einlösen können. Laas Schriften über Kants Analogien der Erfahrung (1876) und Kants Stellung in der Geschichte des Konflikts zwischen Glauben und Wissen (Berlin 1882) geben darüber ausführlich Auskunft.
Laas sah sich in der Nachfolge der Philosophie David Humes und vor allem in der von John Stuart Mills und empfahl den Positivismus, bzw. Sensualismus als eine wünschenswerte gemeinsame Richtung für die Philosophie seiner Zeit. Den Gründer des Positivismus Auguste Comtes anerkannte er zwar als Positivisten, vermisste bei ihm aber brisante philosophische Themen, wie z. B. Aussagen über Subjekt und Objekt. Andere Ideen Comtes – u. a. dessen Wissenschaftslehre – verwarf er. Er distanzierte sich auch von den religiösen Ideen des späten Comte, die er für „mythisch und romantisch“ hielt.
Laas positivistische Ideen wurden nach seinem Tod nicht weiter diskutiert. Nachfolger wie Avenarius, Mach, Ostwald und Ratzenhofer ignorierten ihn völlig. Laas wurde in Eislers Philosophenlexikon und in Meyers Großem Konversations-Lexikon erwähnt. In den gängigen Philosophiegeschichten des 20. Jahrhunderts finden sich keine differenzierten Darstellungen seiner Ideen.
Über die philosophische und politische Brisanz seiner Analyse schrieb Laas im Schluss des 3. Bandes seiner Trilogie:
- Als ich meine philosophischen Überzeugungen grundsätzlich in Gegensatz zu Kant und Platon stellte,
- „dem von unzähligen Stimmen gefeierten Idealismus den Krieg zu erklären schien“,
- meine Ansichten in historischen Zusammenhang mit dem mehrheitlich verächtlich gemachten Sophisten Protagoras setzte,
- 'eine gewisse Vorliebe für den Skeptiker David Hume verriet',
- meine Philosophie als Positivismus bezeichnete,

… da musste ich auf „mancherlei Missverständnisse und dialektische Fechterstreiche gefasst sein“.
Doch er bereue es nicht, den Gegensatz zwischen Idealismus und Positivismus stark betont zu haben. Im Gegenteil, er halte einige Lebens- und Weltanschauungen, die heute im Namen der idealistischen Philosophie vertreten werden, nicht bloß für unzutreffend, sondern sogar für „gefährlich“, ja für „kulturgefährlich“. Je länger er auf den Gebrauch des Wortes „Idealismus“ vor allem in Deutschland achte, desto mehr falle ihm auf, dass es von denen als „bequeme Handhabe“ gebraucht werde, denen eigene Gedanken und Kenntnisse fehlen oder deren Sache „eine faulige Stelle“ habe. Das Wort „Idealismus“ rufe stets „ein blindes Gefühl … des Wohlwollens“ hervor. Er hoffe dennoch, dass seine Darstellung zu einer angemessenen Erkenntnis der Sache der positivistischen Philosophie beitrage, auch wenn man ihm Feindseligkeit gegen 'das Götzenbild nationaler Voreingenommenheit’ unterstelle.

### Sensualistischer Positivismus
Laas sah die Möglichkeiten der Philosophie grundsätzlich anders als die Idealisten Platon und Kant. Letztere hatten behauptet, jeder Mensch verfüge über ein geistiges Vermögen, namens Vernunft. Mit dieser Instanz sei – so Laas – historisch betrachtet durch Kant die bisherige scholastische Metaphysik lediglich durch einen anderen Terminus ersetzt worden. Sensualisten, bzw. Positivisten bestreiten Instanzen wie Gott und Vernunft, und behaupten, dass allem Denken, Urteilen, allen Vorstellungen „sinnliche Empfindungen“ bzw. „Warnehmungen“ oder „Tatsachen“ zu Grunde liegen. Idealisten behaupteten gegen jede Erfahrung, dass die Instanz „Vernunft“ Denken und Handeln bestimme und alles beurteilen könne, auch das, was ein Mensch noch nicht erfahren habe.
Positivisten denken sensualistisch und gehen ausschließlich vom sinnlich Erfahrbaren, von Tatsachen aus. Letztere seien – im Unterschied zum „Unsinnlichen“ transzendentaler Kategorien und platonischer Ideen – jedem Menschen zugänglich und regten eigenes Denken und Handeln an. Sinnlich Erfahrbares, bzw. die Welt der Materie und der Naturwissenschaften, könne in ausreichendem Maße durch sich gegenseitig bedingende Faktoren erklärt werden. Wie schon Hume deutlich gemacht habe, sei es fragwürdig, kausale Zusammenhänge zu konstruieren und diese gewohnheitsmäßig für „wahr“ zu halten.
Aus idealistischer Sicht werde dagegen eingewendet, dass sinnlich Erfahrbares nicht als Basis fürs Forschen tauge, weil es sich kontinuierlich verändere. Dies gelte auch für das psychische Geschehen, bzw. unser „Warnehmen“, Denken, Urteilen, Fühlen. Alles sei im Fluss, wie schon Heraklit gesagt haben soll. Diese Aussage sei für Platon der Anlass gewesen, ewige, gleichbleibende Ideen zu erfinden. Kant habe die Skepsis Humes veranlasst, apriorische, erfahrungsfreie Begriffe zu behaupten, um Gewissheit zu erzeugen. Damit, folgert Laas, haben beide Philosophen die Menschen einem gläubigen Vertrauen in ihre idealistischen Behauptungen überlassen, anstatt anhand von Tatsachen zum Überprüfen zu raten.
Für einen Positivisten ist „Veränderung“, bzw. „Wandel“, ein empirisches Faktum, die die Philosophie akzeptieren und erforschen muss, wenn sie dem Denken und Handeln wissenschaftliche Orientierungen geben möchte. Die gegenwärtige Wissenschaftsentwicklung zeige, dass es trotz aller Veränderung und allen Wandels, auch trotz aller Irrtümer, brauchbare Forschungsergebnisse gebe. Idealistische Absolutheitsansprüche ignorierten dies. Aus unseren „Warnehmungen“, so Laas, entstehen nämlich Erinnerungen und Vorstellungen, d. h. „psychische ‚Wirklichkeiten‘“ mit denen wir wissenschaftlich arbeiten können.
Zu den Veränderungen der Welt zählte Laas auch die Veränderungen, bzw. Variationen der „Warnehmungen“. Menschen nähmen nicht nur Tatsachen individuell unterschiedlich war. Sogar das vermeintlich Gleiche werde zu verschiedenen Zeiten unterschiedlich „wahrgenommen“. Dies ist einer der stärksten und allgemein nachvollziehbaren Einwände gegen den Idealismus, der ja davon ausgeht, es gäbe im Menschen Ideen bzw. eine Vernunft die gleichbleibende Erkenntnisse ermögliche. Ähnliches kritisierte u. a. Johann Ulrich aus Jena einer der ersten und bekannten Kantinterpreten und Zeitgenosse Kants. Protagoras habe diese alltägliche Erfahrung oder Tatsache, mit seinem Satz „Der Mensch ist das Maß aller Dinge“ zum Ausdruck gebracht. Platon habe diesen Satz – Protagoras interpretierend – im Theaitetos 160c um den Gedanken ergänzt: „Die Dinge sind für mich so, wie sie für mich sind und für dich so, wie sie für dich sind.“
Falls die – damit behauptete – ganz und gar individuelle Sichtweise jedes Menschen, eine zutreffende Tatsache sei, so werde jeder idealistische Versuch überflüssig – sei es durch eine irgendwie geartete Ideenlehre oder noch raffiniertere transzendentalphilosophische Konstruktionen –, „Warnehmungen“ in Objektives verwandeln zu wollen. Er werde auf den weiteren „Blättern“ zeigen, dass Ähnliches zwar dem Positivismus gelingen könne, jedoch auf ganz andere Weise als üblich.
Sein Positivismus, so Laas am Ende des ersten Bandes seiner historisch-kritischen Analyse, sei ein Idealismus „ganz von dieser Welt“. Die Ideen, die er verwende, seien allerdings selbstgemacht und hätten ihre Wurzeln in sinnlichen Warnehmungen. Sie stammten nicht aus der reinen Vernunft oder dem platonischen Ideenreich, sondern eher aus ganz nützlichen Wünschen und menschlichen Bedürfnissen für eine Verbesserung der Gesellschaft.

### Positivistische Ethik
Die Verbesserung der Gesellschaft war auch das Leitmotiv der von Laas entwickelten Ethik. Es handelt sich um eine religionsfreie 'in’s Irdische herabgezogene Moral'. Er hält es für ausgeschlossen, dass die verschiedenen Religionen zum friedlichen Miteinander beitragen können. Außerdem seien Glaubensfragen wissenschaftlich nicht beantwortbar.
Aus seiner Sicht sei es unnötig, dass Staatsbürger einer Religion angehörten. Dagegen sei es unverzichtbar, jeden dazu anzuleiten, moralisch zu handeln. Eine für alle gültige Moral könne aber nur gemeinschaftlich entwickelt werden, da Einzelne damit überfordert wären. Seine Ethik folgt dem „eudaimonistisches Prinzip“. Er charakterisiert dieses Prinzip mit der Vorstellung, sowohl individuell als auch mit anderen gemeinsam ein möglichst erfülltes Leben führen zu können. Die Konkretisierung dieser Vorstellung für seine Zeit einschließlich von Ausblicken in denkbare Weiterentwicklungen sind Thema seiner „Ethik“.

#### Ausschluss vorhandener Moralkonzepte
Laas behauptet über gegenwärtige und vergangene Moralkonzepte, ihnen fehle vor allem eine philosophisch-logisch haltbare Grundlegung und sie blieben in den moralischen Selbstverständlichkeiten ihrer jeweiligen Zeit stecken. Dies gelte für alle Auffassungen, die davon ausgehen, dass die angeborene Natur den Menschen befähige, moralisch korrekte Entscheidungen zu treffen und entsprechend zu handeln, wie dies für Aristoteles und ihm folgende Philosophen der Fall sei.
Ähnliche Irrtümer hätten bei christlichen Philosophen zur Folge, von einem „reinen idealischen Menschen“ auszugehen, der moralisch richtig handeln könne, wenn er nur wolle und daher auch moralisch richtige Entscheidungen für die Gesellschaftspolitik treffen könne. Dies gelte z. B. für Herder, Fichte und Schiller. Diese Behauptung sei wegen ihrer grundlegender Unklarheiten nicht gemeinschaftsfähig, bemerkt Laas, und trage Zündstoff für unabsehbare gesellschaftliche Konflikte in sich.
Unklarheit bescheinigt Laas auch den „instinktiven Moralkonzepten“ englischer Denker, wie denen des Platonikers Shaftesbury und des Aufklärers Hutcheson. Es werde lediglich festgestellt, dass moralische Urteile 'mit instinktiver Unmittelbarkeit auftreten'. Welchen Bedingungen diese moralischen Urteile folgen, bleibe für immer verborgen. Der Einzelne werde so weder befähigt sein Handeln zu steuern, noch in die Lage versetzt, darüber nachzudenken.
Der moralische Ansatz Kants scheitere an der unbewiesenen Behauptung, dass die Vernunft autonom und frei von Unmoralischem, zusammen mit dem Willen ethisches Handeln ermögliche. Kant verdeutliche nicht, wie Menschen zu moralischen Handlungen veranlasst werden können, außer zu fordern, diese zwangsweise unter Einbeziehung christlicher Überzeugungen zur Pflicht zu machen. Er benutze dafür Termini wie „die transzendentale Freiheit“ und die formale Goldene Regel, die platonisch-aristotelische Ansichten ausdrücken. Eine Tatsache der Geschichte und menschlichen Verhaltens ist es jedoch, so Laas, dass das moralische Gesetz „in dem kulturell Erworbenem, in den Solidaritäts- und Gerechtigkeitsgefühlen“ gründet und nicht in der unbeweisbaren reinen Vernunft.

#### Ethik als Lebensweisheit
Laas charakterisiert seine Ethik als „praktische Lebensweisheit“. Diese Lebensweisheit „setzt die Lust und den Nutzen des Subjekts mit der Lust und dem Nutzen aller Übrigen in dasjenige Gleichgewicht, welches die höchste Seligkeit des Ganzen erzeugt“. So beschreibt Laas sowohl den Prozess als auch die jeweils gegenwärtige Lage der individuellen und gesellschaftlichen Ethik. Moralisches Handeln entfalte dabei menschliche Fertigkeiten und folgt Maximen, die sich aus menschlicher Erfahrung ergeben und mit „Wahrscheinlichkeit“ gemeinsames Glück verbürgen. Es werden die Korrekturen vorgenommen, die nach menschlichem Ermessen Lust und Nutzen vermutlich vervollkommnen. Gemeinsam werden mögliche Folgen der jeweiligen Entscheidungen erwogen, um so kontinuierlich moralisches Handeln aller Menschen weiterzuentwickeln.

#### Vorläufer seiner Ethik
Laas nennt die Moraltheorien der Epikureer und von Jeremy Bentham als Vorbilder seiner Ethik.
Die Epikureer, so Laas, haben mit ihrer Ethik die Vorarbeit für seine positivistische Ethik geleistet. Für die Epikureer ist Ethik der Lebenslust verpflichtet. Sie funktioniert gesellschaftlich als „Bedürfnisschöpfung“ und „Nützlichkeitsabkommen“, um Menschen gegenseitig vor Schaden zu bewahren. Moralisch richtig ist daher das, was den Einzelnen vor Schaden bewahrt und der Gesellschaft nützt. Wenn moralische Gesetze hier Defizite haben, müssen sie verbessert werden.
Die bisher gelungenste Weiterentwicklung der epikureischen Ethik habe Jeremy Bentham geleistet. Er erweitert die sympathischen und freundschaftlichen Regungen der Epikureer zu einer „universalen Philanthropie“. Die individuelle Ethik, die Bentham 'Privat-Ethik’ nennt, verwirkliche sich im Zusammenhang mit der Entwicklung der Sozialpolitik und Gesetzgebung. Die Idee Benthams, dass sich sittlich Gutes mit dem klug Berechneten wie von selbst verbinde, hält Laas für einen Irrtum. Er gehe davon aus, dass die gegenwärtige Moral an die Wertschätzungen und Formulierungen der Geschichte anknüpfen könne. Diese habe im Allgemeinen und Wesentlichen das Richtige im Auge gehabt und in der Überzahl der Fälle auch getroffen. Folglich hält er im Unterschied zu Bentham am Pflichtbegriff „Du sollst!“ fest.

#### Ideale seiner Ethik
Laas bestimmt die Moral, bzw. die Ethik als die „Wissenschaft der Ideale“ seiner praktischen Lebensweisheit. Diese Ideale sind das höchste Gut, die höchste Pflicht und die höchste Tugend.
- Das höchste Gut ist die höchst mögliche Schmerzlosigkeit und der höchste Überschuss von Lust für alle fühlenden Wesen.
- Die höchste menschliche Pflicht ist, so zu handeln, dass dieses Gut sich so zweckmäßig wie möglich entwickeln kann.
- Die höchste menschliche Tugend ist eine Charakterform oder zeitgemäßer ausgedrückt ein individuelles Verhalten, das diese Ideale möglichst vollkommen produzieren kann.

Es sei Aufgabe privater und öffentlicher Erziehung dieses Verhalten ohne Zwang auszubilden. Das jeweils moralisch Wertvolle, moralische Pflichten und Tugenden sind inhaltliche Aufgaben, die Menschen gemeinsam lösen müssen.
Moral ist eine soziale Funktion. Sie wird – laut Laas – durch die Ansprüche von anderen und Bedürfnisse jedes Einzelnen gestaltet. So ist der Ausgangspunkt zur Umsetzung seiner Ideale die jeweils gültige Moral, bzw. die praktizierten sittlichen und selbstverständlichen Verhaltensweisen. Sie müssen darauf überprüft werden, inwieweit sie im Individual- und Gemeininteresse liegen. Moralische Erziehung müsse nicht nur ohne Gewalt und Zwang auskommen, sondern es müsse darüber hinaus, wenn jeder moralische Rechte und Pflichten respektieren solle, auch jeder darüber entscheiden dürfen.

#### Objektivität der Moral
Die Auszeichnung „objektiv wertvoll“ steht nur solchen Werten zu, die 'im wohlverstandenen Gesamtinteresse einer größeren Zahl fühlender Wesen liegen'. Dieser 'sehr einfache Gedanke' begründe 'die unauflösbare Einheit von Pflichten und Rechten' und leite sich ausschließlich aus menschlichen „Bedürfnissen und Interessen“ ab. Ein wahrhaft objektiver moralischer Wert sei z. B. der Wunsch aller Menschen, die Willkür einzelner und von Gruppen zu begrenzen.
Laas’ Bestimmung von „objektiv“ folgt seiner Sichtweise, dass Subjekt und Objekt untrennbar verbunden sind. Dies hat er als Korrelativismus bezeichnet. Objektivität ist in diesem Sinne eine funktionierende, in sich stimmige Subjekt-Objekt-Relation. Laas nennt diese Art von Objektivität auch „Subjekt-Objektivismus“. Er verdeutlicht damit auch die für ihn vorhandene Verbindung seiner Vorstellung von Objektivität mit der des Protagoras. Ähnliches findet sich bei Arthur Schopenhauer, für den „Wille“ und „Vorstellung“ eine sich gegenseitig ermöglichende Basis sind, um die Welt zu fassen und zu gestalten.

#### Moral braucht Kooperation
Die moralische Entwicklung des Einzelnen und der Gesellschaft hängt von der Zusammenarbeit aller ab. Kleine überschaubare Kooperationen geben dafür erste wichtige Anregungen. Je mehr Menschen sich zu wohl organisierten Kooperationen zusammenschließen und sich solidarisch fühlen, desto höher wächst die durchschnittliche Aussicht auf Glückssteigerung für die Einzelnen. Die höchste Form der Kooperation ist die gesamte Menschheit einschließlich der von ihr „geschulten und gezüchteten“ Tiere, die ihr dienen sollen. Soziale Organisationen arbeiten kontinuierlich die fortschreitende Entwicklung eines erfüllenden Lebens (Eudaimonia) aller heraus. Darin sollen sie durch die Entwicklung sozialpolitischer Techniken unterstützt werden: „Es ist Sache der sozialpolitischen Technik, die Rechts- und Pflichtabgrenzungen, die zur Erhöhung des commune bonum nötig sind, immer sicherer ans Licht und in Vollzug zu bringen.“

#### Moral hat Geschichte
Das jeweilige Ziel der geltenden Moral unterliegt der gesellschaftlichen Entwicklung, die eine höchste Befriedigung verfolgt, „ohne zu wissen, was diese Befriedigung ermöglicht“. Der Stand der moralischen Kultur, der gerade erreichbar ist, besteht daher „aus Versuchen, Freiheiten und notwendige Aufgaben von einander abzugrenzen, so dass insgesamt eine Glückssteigerung für viele erreichbar zu sein scheint“. Erst im Laufe der historischen Entwicklung, werden Menschen ihren Sinn für das allgemein Wohltätige und die Einsicht in die dafür besten Mittel verbessern, damit die Leiden weniger und die Freuden größer werden.

### Erkenntnistheorie
In der Neuzeit hatten Wissenschaftler die Erkenntnistheorie als grundlegende Disziplin der Wissenschaft geschaffen. Zu Zeiten Lockes war sie, laut Richard Rorty, ein empirisches Vorhaben und hatte die Aufgabe, die seit der Renaissance neu entstandenen Wissenschaften, 'von unten her' durch die Sinne zu begründen. Die scholastischen Schulen hatten vorher die Wissenschaften 'von oben', von Gott und von der Vernunft her begründet. Die Erkenntnistheorie, so wie sie Locke dachte, sollte eine 'natural philosophy' sein: Naturwissenschaftliche Forschungen sollten klären, was der menschliche Verstand kennen, beurteilen und wissen kann.
Ungefähr 100 Jahre nach Locke, zu Zeiten von Laas, wurde in Deutschland das erkenntnistheoretische Vorhaben wieder von idealistischen, kantianischen, bzw. nachkantianischen Ideen gesteuert. Für diese Idealisten, bzw. für alle „antisensualistischen Richtungen“ wie Laas sie auch nennt, entstehen alle Vorstellungen, Ideen und Handlungen aus dem geistigen Vermögen, das sie Vernunft nennen. Die Vernunft garantiere die objektive Gültigkeit von philosophischen Aussagen, wenn sie gemäß richtiger logischer Gesetze im Zusammenwirken mit den apriorischen Begriffen formuliert werden. Die Vernunft setze nicht nur Philosophen, sondern alle Menschen in die Lage, über jede mögliche Erfahrung sowie über Nicht-Erfahrbares richtige Urteile fällen zu können.
Sensualisten, wie Protagoras sowie Positivisten, wie er, so stellt Laas fest, halten diese idealistischen Behauptungen für unbegründet. Aus seiner Sicht sind sie u. a. die Folge des platonischen Konstruktes 'absolute Gewissheit', den 'eingeborenen Ideen'. Dieses habe angesichts des wissenschaftlichen Standards des 19. Jahrhunderts für überholt zu gelten. Im Hinblick auf das Handeln und Denken von Menschen bezeichnet Laas diese Idee sogar als 'schädlichen Irrtum': Sie ignoriere letztlich das, was Menschen warnehmen. Keine Forderung der Vernunft, könne etwas daran ändern, dass die Tatsachen („Warnehmungen“) so sind, wie sie sind, bemerkt Laas dazu.
Positivisten gehen – wie Berkeley, Locke und Hume – von „Warnehmungen“ aus und akzeptieren, dass das, was Menschen „warnehmen“, relativ und veränderlich ist. Anders als Idealisten aber halten Positivisten daran fest, dass diese Wirklichkeit wissenschaftlich bearbeitet werden kann.

#### Tatsachen menschlicher Erkenntnis
Es gehöre zum Erfahrungsschatz jedes Menschen, immer wieder erlebt zu haben, dass die Kontinuität unserer „Warnehmungen“, bzw. unseres Denkens ständig unterbrochen wird. Wir bemerken, dass die Eindrücke unterschiedlicher Sinne durcheinander gehen und sich verbinden. Wir erleben, dass Erinnerungen, Phantasien, Gedankenfetzen sich zwischen jeden Denkprozess schieben. Trotzdem sind Menschen seit jeher in der Lage, Wissenschaft zu betreiben. Denn Menschen, so Laas, haben keine Probleme damit, dass ihre „Warnehmungen“, Urteile und Gefühle sich ständig ändern.
Im Alltag gehen Menschen auf folgende, bewährte Weise mit ihren „Warnehmungen“, bzw. den Veränderungen von Tatsachen um:
1. Sie orientieren sich überwiegend an ihren „Warnehmungen“. Irrtümer werden durch weitere „Warnehmungen“ leicht aufgelöst. Andere Menschen geben uns Hinweise dazu. So kann jeder leicht lernen, zwischen wirklichen und vermuteten Vorstellungen bzw. „Warnehmungen“ zu unterscheiden.
2. Die Welt zeigt insgesamt ausreichend Konstanz, damit Menschen sich handelnd auf Veränderungen einstellen können. Wissenschaftlich fruchtbar sind alle Unterscheidungen, die unsere Fähigkeiten verbessern, uns „in der Welt des Mannigfaltigen zurechtzufinden“, deren Gesetze zu kapieren und Prognosen zu machen.[61]
3. Veränderungen verwirren nicht, sie werden als Tatsachen akzeptiert.
4. „Warnehmungen“ jeder Art stehen in Relation miteinander und ergeben so eine in sich stimmige Welt. Diesen Sachverhalt erläutert Laas durch Korrelativität. Eine Objektivität, die durch das Zusammenwirken aller Tatsachen aller Menschen Stimmigkeit erzeugt.[62]

#### Wissenschaftliche Erkenntnis
Die Wissenschaft nun greift alle mehr oder weniger oberflächlichen und zufälligen oder nur dem Einzelnen dienenden „Warnehmungen“ auf und überprüft sie. Indem Wissenschaftler direkt oder medial vermittelt systematisch beobachten, versuchen sie „wissenschaftliche Grundtatsachen festzulegen“.
Wissenschaftler leben mit Wahrscheinlichkeiten. Sie gehen davon aus, es gibt keine Gewissheit. „Sie sind daran gewöhnt, mit Vorläufigkeiten anzufangen und sukzessive das Definitive zu suchen.“ Dazu schließen sie aus wechselnden Relationen auf gesetzmäßige Veränderungen ihrer Forschungsobjekte. Unter den aktuell geltenden wissenschaftlichen Bedingungen vereinen sie die unterschiedlichen individuellen Sichten in einer übereinstimmenden Vorstellung über den Gegenstand. Davon unberührt bleibt „die formale Wahrheit“. Sie vergleicht etwas unter abstrakten Bedingungen miteinander – z. B. mit mathematischen Mitteln –, was konkret unvergleichbar ist. Darüber hinaus kann die Wissenschaft „Warnehmbares“ hypothetisch bzw. fiktiv auflösen (z. B. Atomtheorie).
Private und wissenschaftliche Bewertungen von Tatsachen sind Ergebnisse von „umständlichen Gedankenreihen“. Sie beruhen auf willkürlichen Geschmacksurteilen oder auf vermuteten Wirkungen. Positivisten bewerten Forschungsergebnisse nach dem höchsten gemeinsamen Nutzen. Doch auch sie können nicht sagen, worin dieser tatsächlich besteht. Was allen nützt, muss daher kontinuierlich gemeinsam erforscht werden-
Wissenschaftlich fruchtbar, so Laas, dürften auch alle Unterscheidungen sein, die unsere Fähigkeiten verbessern, uns „in der Welt des Mannigfaltigen zurechtzufinden“, deren Gesetze zu verstehen und Prognosen zu machen. Jede begriffliche Differenzierung und Kategorisierung diene der Entwicklung der Wissenschaften. Die Idee menschliche Fähigkeiten zu erforschen, weil sie grundlegende Bedingungen aller Wissenschaften sind, legte auch David Hume in seiner „Abhandlung über die menschliche Natur“ allen modernen Philosophen nahe. Die Ähnlichkeit mit Humes Phänomenologie des menschlichen Verstandes, insbesondere der des menschlichen „Warnehmens“ durch „impressions“, zeigt sich in der Erkenntnistheorie von Laas. Die von Laas verwendeten Termini und Sachverhalte sind zum Teil dem sensualistischen Denken Humes nicht nur sprachlich verwandt, sie sind vermutlich auch in der Sache vergleichbar.

#### Grundlagen seiner Erkenntnistheorie
Laas geht in seiner Erkenntnistheorie ausschließlich von „Empfindungen“ aus. Aus diesen entwickeln sich sowohl aus seiner und als auch aus Sicht anderer Sensualisten wie Locke, Comte, Hume und Condillac Vorstellungen und Tatsachen, an denen sich Menschen orientieren. Die Vernunft spielt für Laas eine nachgeordnete Rolle. Er hält sie – wie Hume formuliert hatte – für „den Sklaven der Empfindungen“. Sie diene vor allem dem logischen Denken. Eine dem Handeln dienende Erkenntnistheorie werde jedoch durch die Vernunft nicht ermöglicht. Aus positivistischer Sicht sind „Empfindungen“ dafür grundlegend. Sie haben neurophysiologisch betrachtet den Charakter von „körperlichen Begleiterscheinungen“ des Erkennens.
Die Termini „Empfindungen“, „Warnehmungen“ bzw. „Tatsachen“ verwendet Laas gleichbedeutend. Diese bezeichnen keine „Erkenntnisse“, sondern das, was allem Erkennen lebenslang vorausgeht und es bedingt. Die neuzeitliche idealistische Erkenntnistheorie, deren Hauptvertreter – laut Laas – Kant mit seiner transzendentalphilosophischen Variante des rationalen Idealismus ist, gehe von etwas Nachgeordnetem, einem genetisch Späteren, nämlich der „Vernunft“ aus und erklärt diese zum geistigen „Gerichtshof“, der alles Erkennen beurteilt.
Die 'reine Vernunft’ liefere Kant unter dienender Beteiligung sinnlicher Ereignisse alle Erkenntnismittel, um die Welt zu erkennen.  Dabei werde von ihm ignoriert, dass die Welt uns durch „Temperatur-, Berührungs- und Druckempfindungen“ stets gegenwärtig ist. Kant habe vielmehr so getan, „als ob dem Bewusstsein jeweils der Geist als 'Substanz’ gegenwärtig wäre; und als ob das Ich sich gegenwärtiger … wäre als … die stets präsenten Berührungs- und Druckempfindungen unserer Haut.“ Er habe entsprechend in der 1. Vorrede der Kritik der reinen Vernunft die von Locke in seinem Essay Concerning Human Understanding (1690) durchgeführte „Physiologie des menschlichen Verstandes“ abgewertet, weil Locke diesen „aus dem Pöbel der gemeinen Erfahrung“ abgeleitet habe.
Ein Rezensent der Jenaer Literaturzeitung empfiehlt 1877 den kantianischen Aprioristen seiner Zeit, sich diesem „kräftigen Angriff auf die Transzendentalhypothese“ zu stellen. Es könnte sein, so der Rezensent, dass in der Kritik durch Laas „ein Wendepunkt in der Entwicklung der gegenwärtig so viel bearbeiteten Theorie des Erkennens“ gegeben sei. Die herrschende Erkenntnistheorie scheint diesen möglichen „Wendepunkt“ als ‚blinden Fleck‘ des eigenen Erkennens ‚wargenommen‘ zu haben: Denn sie besteht in unzweckmäßiger Weise im Unterschied zu Laas darauf, dass Subjekt und Objekt nicht nur voneinander getrennt sind, sondern dass das Objekt in jeder Hinsicht ein „unabhängiger Gegenstand“ sein muss.

### Korrelativismus
Der Terminus Korrelativismus ist seit mehr als 100 Jahren aus der philosophischen Diskussion verschwunden. Die damit verknüpfte Grundbedeutung, wie sie Laas verwendet, findet sich unter Korrelation von Messgrößen und Funktionen in der Mathematik und Statistik wieder.

#### Ereignis statt Substanz
Die positivistische Philosophie von Laas ist antimetaphysisch und antirationalistisch. D. h., Laas geht vom Menschen, dessen Bedürfnissen und Idealen aus. Diesen philosophischen Ansatz sieht Laas zum ersten Mal bei Protagoras ausgedrückt. In einer Veröffentlichung des Jahres 1884 heißt es, es sei zu Recht behauptet worden, dass die „positivistisch geartete Denkrichtung des Protagoras“ an moderne positivistische Strömungen erinnere.
„Ähnlich wie Hume“ sieht Laas „in der ‚Welt‘ nichts weiter als einen Inbegriff von Empfindungs- oder Warnehmungs-Wirklichkeiten und –Möglichkeiten“. Hinter diesen Wirklichkeiten gibt es für ihn „kein Object 'an sich’ und keine transzendente 'Materie'.“  Für Idealisten, wie Metaphysiker und Rationalisten dagegen besteht die Welt aus zwei Substanzen, nämlich aus 'Materie' und 'Geist'. Laas nimmt nur 'subjektive Zustände (feelings) und Empfindungsinhalte (sensations)' in den Blick. Ähnlich wie dies nach ihm die Antimetaphysiker Richard Avenarius und Ernst Mach tun.
Für die Vorstellung von einer ausgedehnten Welt brauchen Menschen im Unterschied zur kantischen Theorie keine 'transzendentalen Anschauungsformen'. Die Vorstellung von Ausdehnung, so Laas, werde von Geburt an über die Sinne erworben. Jeder könne sich also Ausgedehntes, den Raum, „im Hinblick auf die Position seines Körpers und seiner Lebensbedingungen zwangsläufig selber denken. Diese Vorstellungen verlassen ihn sein Leben lang nicht“.

#### Erleben von Ganzheit
Laas geht für seine Theorie des Erkennens stets von körperlichen Ereignissen aus, während Kant rationale Definitionen zu Grunde legt. Dies bedingt den ausgeprägten Unterschied zwischen den beiden Theorien. Die Subjekt-Objekt-Relation ist für Laas „correlativ“ (heute: ’korrelativ’). D. h., Subjekt und Objekt sind keine – wie von Kant gedacht – absoluten, für sich stehenden „Existenzen“, sondern 'beide sind korrelative Erscheinungen: sie sind „Momente“ einer „erlebnismäßigen Ganzheit“.
So hat auch das Ich keine 'transzendente Existenz': Es lebt „durch die tatsächlichen und denkbaren Verknüpfungen des momentan Gegenwärtigen, des Erlebten und des Erlebbaren.“ … Daher „ist der gegenwärtige Augenblick der gewisseste; und in dem selben ist immer die Korrelation … von Ich und Welt: keins dieser Momente ist ohne das andere.“
Subjekt und Objekt erzeugen gemeinsam einerseits „das Objekt der Warnehmung, andererseits die Warnehmung“ als psychischen Zustand. Die erzeugenden Prozesse sind in ununterbrochenem Fluss und haben 'eine von Moment zu Moment variierende Existenz'. Sie sind „... unzertrennliche Zwillinge, stehen und fallen mit einander“. Seine Erkenntnistheorie sei jedoch – so Laas – kein „Subjektivismus mehr, sondern … Subjekt-Objektivismus; sie ist genau genommen nicht Relativismus, sondern Korrelativismus.“
Laas antwortet mit letzterem auch auf eine Unterstellung der idealistischen Philosophie seiner Zeit, der Positivismus sei nichts als „eine neue Auflage des Egoismus oder Solipsismus“. Sie kritisiert mit den Mitteln idealistischer Erkenntnistheorie, dass die positivistischen Tatsachen lediglich geistige Vorstellungen des Bewusstseins ohne Bezug zum transzendenten oder transzendentalen Objekt sind. Laas widerspricht dieser Unterstellung mit Hinweisen auf den ganz anderen Rahmen seines Philosophierens – u. a. ist für ihn die Trennung von Geist und Körper phänomenal nicht nachweisbar. Ihm gehe es um den Einzelnen und die Gesellschaft, „um die Gegenwart und deren heutige Interessen“ Dafür seien geistige Tatsachen, Vorstellungen und „Warnehmungen“, die Menschen verwenden, axiomatisch unverzichtbar.
Einer seiner Interpreten, Dragischa Gjurits (* 1871), stellt fest: „Wir können die Sache drehen und wenden, wie wir wollen, Thatsache bleibt doch, dass wir nie erkenntnistheoretisch aus dem Correlativismus hinauskommen können“. Der Korrelativismus – so stellt er außerdem fest – sei eine Zentralachse aller philosophischen Anschauungen von Laas, um die sie sich drehen.

## Reform des Sprachenunterrichts

### Unterricht und kulturelle Weiterentwicklung
Laas setzte sich für gründliche Reformen aller bestehenden höheren Lehranstalten ein, insbesondere der Gymnasien. Es herrsche dort immer noch, so Laas, die jahrhundertealte, scholastische Form der Bildung, die ohne Verbindung zum Leben auszukommen glaube und stattdessen die ausschließliche Vermittlung von theoretischem Bücherwissen praktizierte. Er veröffentlichte seine von ihm erprobten Ideen 1872 in Der deutsche Unterricht auf höheren Lehranstalten. Er betonte, dass es sich bei seinen Reformvorschlägen um überfällige Konsequenzen aus den veränderten gesellschaftspolitischen Bedingungen handle. Dies ergab ein Buch, das er schon als junger Lehrer schmerzlich vermisst habe.

### Modernisierung der Sprachdidaktik
Die überholten Unterrichtsinhalte ergaben sich aus seiner Sicht aus der Tatsache, dass die in seiner Zeit noch gültigen Lehrpläne bereits im 16. Jahrhundert entstanden waren. Der Reformator Melanchthon habe damals die Inhalte und Methoden des Unterrichts entsprechend den zeitlichen Erfordernissen festgelegt. Latein sei daher wie schon im Mittelalter Unterrichtsfach und Unterrichtssprache geblieben. Dies habe damals der Bedeutung des Lateinischen als Sprache der Wissenschaften und als europaweiter Verkehrssprache entsprochen. Diese Bedingungen gebe es heute nicht mehr. Die Nationalsprachen hätten in Wissenschaften, im gesellschaftlichen Verkehr und der Literatur das Lateinische ersetzt.

### Die veränderte Rolle des Lateinunterrichts
Die alten Lehrpläne aber seien bisher nicht geändert geworden. Dies führe inzwischen von Seiten vieler, die an der Unterrichtsgestaltung der Schule beteiligt seien, zu Kritik und Unmut an den verwendeten Methoden und Inhalten. Vor allem verhinderten die veralteten Lehrpläne eine Weiterentwicklung der höheren Lehranstalten zu allgemein bildenden Institutionen, die den Lernbedürfnissen und -interessen der Menschen ihrer Zeit dienen sollten. Am meisten profitierten die Schüler, die den Lehrerberuf ausüben wollten. Latein sei aber nicht mehr die Sprache der wissenschaftlichen und gebildeten Welt. Es sei daher nicht mehr zeitgemäß, so beschrieb Laas mit dem Hinweis auf die Zustände in den Schulen, wenn Schüler in der Abiturprüfung an einer bestimmten Fehlerzahl in grammatischen Latein-Prüfungen scheiterten.

### Interpretieren anstatt Nachahmen
Er schlug weitreichende und in der Diskussion seiner Zeit umstrittene Veränderungen vor: vor allem eine Reduzierung der Grammatik- und formaler Stilübungen in den altsprachlichen Fächern. Der letzte Vorschlag bezog sich speziell auf die Unterrichtspraxis, Schüler nach Vorlage formulierte und auswendig gelernte eigene Texte, als „Vorträge“ vor der Klasse halten zu lassen. Laas hielt diese „Vorträge“ wegen ihrer geringen inhaltlichen Qualität und minimalen Lernanreize für vergeudete Zeit. Statt derartiger formaler Inhalte sollte vorrangig die inhaltliche Interpretation der antiken Schriftsteller, einschließlich der Texte deutschsprachiger Autoren der Gegenwart den Unterricht bestimmen. So könnten die Schüler auch lernen, wirklich eigenständige Texte zu schreiben. Laas hatte dabei die persönliche Entwicklung der Schüler im Blick, die im Rahmen der bisherigen Lehrpläne nicht angemessen gefördert werde. Diese Idee hatte Laas schon 1868 in Der deutsche Aufsatz in der ersten Gymnasialklasse (Prima.) ausführlich erläutert und durch Materialien ergänzt.

## Schriften
- Eudaimonia Aristotelis in ethicis principium quid velit et valeat. Berlin 1859.
- Aristotelische Text-Studien. Berlin 1863. Digitaler Reader
- Der deutsche Aufsatz in der ersten Gymnasialklasse (Prima): ein Handbuch für Lehrer und Schüler enthaltend Theorie und Materialien. Berlin 1868. Digitaler Reader
- Goethe und das Elsass. Leipzig 1871.
- Der deutsche Unterricht auf höheren Lehranstalten. Berlin 1872. Digitaler Reader[98]
- Die Pädagogik des Johannes Sturm. Berlin 1872.
- Gymnasium und Realschule: alte Fragen, mit Rücksicht auf das bevorstehende preussische Unterrichtsgesetz, historisch und kritisch von Neuem beleuchtet. Berlin 1875.
- Kants Analogien der Erfahrung: eine kritische Studie über die Grundlagen der theoretischen Philosophie. 1876.[18]
- Idealismus und Positivismus. 3 Teile. Berlin 1879–84.
  - Erster Teil: Prinzipien des Idealismus und Positivismus. Berlin 1879; Textarchiv – Internet Archive.
  - Zweiter Teil: Idealistische und positivistische Ethik. Berlin 1882; archive.org.
  - Dritter Teil: Idealistische und positivistische Erkenntnistheorie. Berlin 1884; Textarchiv – Internet Archive.
- Die Kausalität des Ich. In: Vierteljahresschrift für wissenschaftliche Philosophie, 1880, Band 4. Leipzig; Digitalisat (PDF; 0,7 MB).
- Kants Stellung in der Geschichte des Conflicts zwischen Glauben und Wissen: eine Studie. Berlin 1882. Digitalisat
- Zur Frauenfrage. Berlin 1883.
- Litterarischer Nachlaß, hrsg. von Benno Kerry. Wien 1887